# 金楚糕

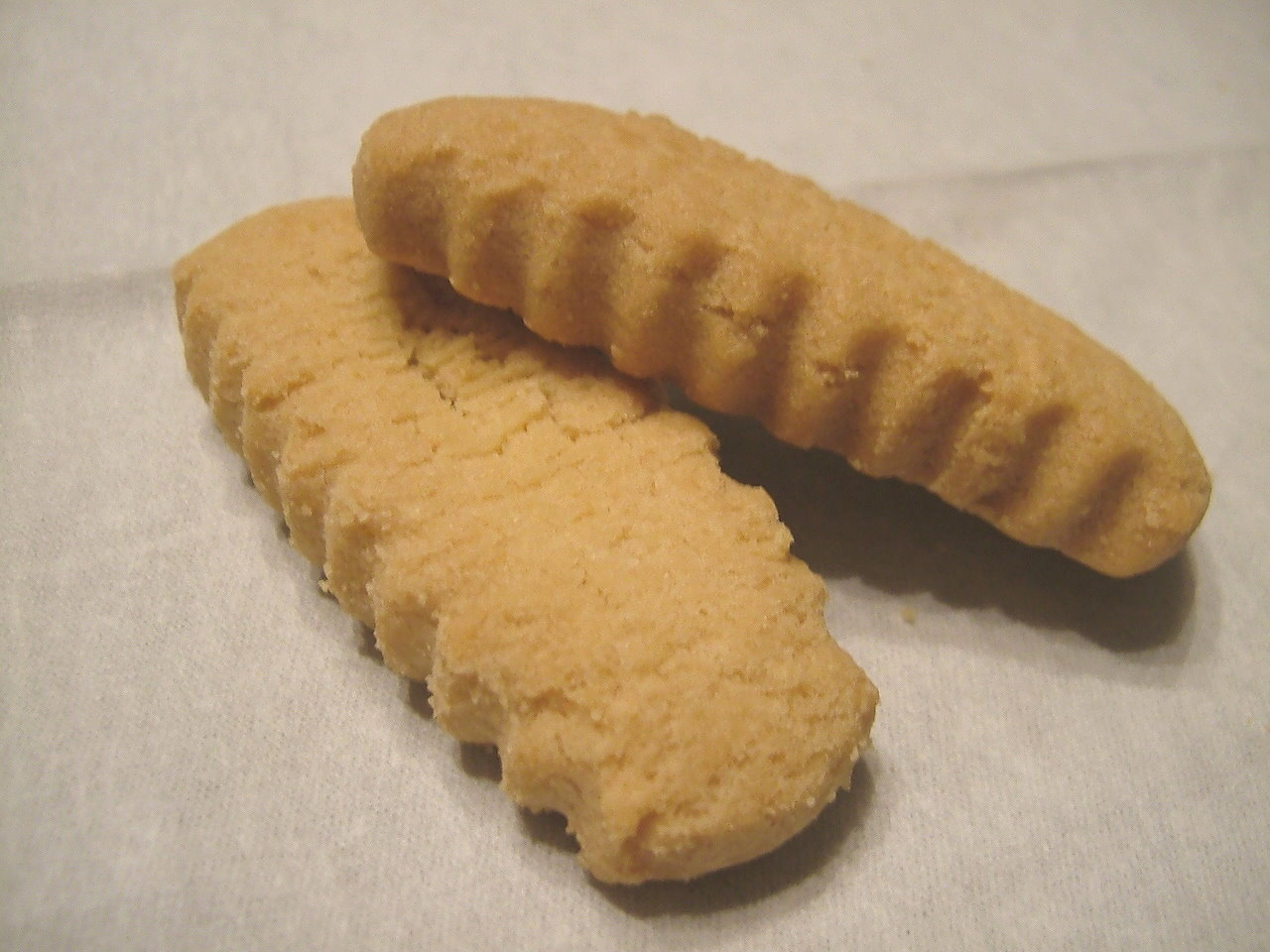
金楚糕

金楚糕（ちんすこう），亦稱珍楚糕，為沖绳（琉球）傳統食品。將豬油和雞蛋、麵粉、砂糖再加上紅糖燒製而成。為琉球王國時期所傳下的沖繩傳統菓點。與餅乾口感相近，包覆甘甜的滋味，是極受觀光客好評的高人氣點心。

## 由來
金楚糕的由來有多種說法，一說由中國南方的一種以小麦粉混和砂糖、豬油製成的蒸糕演變而成。另外有源自葡萄牙說和琉球本土創造說。現時未有定論。
在琉球王國後期，料理店的廚師賄賂從中國來的冊封使，學得中國糕點的製作方法，又從日本薩摩藩使節學得和菓子的製作方式，然後創造出琉球獨有的糕點。金楚糕在當時是琉球王族、士族祝祭時所吃的糕點。
經歷尚灝王、尚育王、尚泰王的琉球最後御廚宣肇基（新垣親雲上淑規）在琉球國滅亡後，與兒子新垣淑總開設新垣菓子店，並把琉球菓子的製作方法傳授給孫兒新垣淑康。到了美治時期，金楚糕開始大量生產。本土復歸後，金楚糕就成為沖繩縣代表菓子之一。

## 外部連結
- ちんすこう本舗 有限会社 新垣菓子店 （页面存档备份，存于）
- 新垣ちんすこう本舗 （页面存档备份，存于）
- 新垣龜菓子店 （页面存档备份，存于）
- 珍品堂(官方網站) （页面存档备份，存于）
- オキナワン スイーツ ファッションキャンディ （页面存档备份，存于）
- 読谷村の紅芋を全国へ ㈱ユンタンザ
- 紅芋のお菓子と沖縄のお土産 - 御菓子御殿 （页面存档备份，存于）
- ちんすこうを徹底的に食べ比べる
- ちんすこうは沖縄名産の菓子の慣用商標（昭和52年審判第11462号）